# Bogotá FC
Bogotá FC ist ein 2003 gegründeter kolumbianischer Fußballverein aus Bogotá, der seit 2004 in der Categoría Primera B spielt.

## Geschichte
Bogotá FC wurde 2003 als Deportivo Sur de Bogotá gegründet. Das Startrecht übernahm der Verein von Cóndor FC und nahm 2004 mit dem Namen Corporación Deportiva Bogotá Fútbol Club erstmals am Spielbetrieb der zweiten kolumbianischen Liga teil. Seit 2012 heißt der Verein Bogotá Fútbol Club S.A. Der größte Erfolg des Vereins bisher war das mehrmalige Erreichen der Gruppenphase und der vierte Platz in der Gesamttabelle 2008. Er konnte sich allerdings noch nicht für das Finale qualifizieren.
Aufgrund fehlender Unterstützung in Bogotá wurde 2012 überlegt nach Montería umzuziehen. Der Verhandlungen scheiterten jedoch und der Verein blieb in Bogotá. Nach einem schwachen Jahr 2012 konnte sich Bogotá FC im Hinrundenturnier 2013 als Dritter für die Gruppenphase qualifizieren, schloss die Gruppe B aber als Letzter ab. Im Torneo Finalización 2013 und in Hin- und Rückserie 2014 gelang die Qualifikation für die Finalrunde nicht. Auch die Spielzeit 2015 war nicht viel erfolgreicher. Bogotá FC erreichte den 11. Platz.
In der Spielzeit 2016 erreichte Bogotá FC als Achter die Finalrunde, wurde in der Gruppe A jedoch Letzter, erzielte aber mit einem Heimsieg gegen Deportivo Pereira einen Achtungserfolg.
Die Apertura 2017 schloss Bogotá FC auf Platz 14 ab und verfehlte somit deutlich den Einzug in die Finalrunde. Im Mai 2017 trat der Trainer Néstor Rodríguez zurück. Als Nachfolger wurde Ernesto José Pacheco vorgestellt. Im August wurde Pacheco durch Mauricio Roa ersetzt. Die Rückserie 2017 schloss der Verein auf Platz 13 ab. Nach Abschluss der Saison 2018 belegte Bogotá FC den gleichen Tabellenplatz. Für die Saison 2019 wurde Jairo Patiño als neuer Cheftrainer verpflichtet. In der Apertura verpasste Bogotá FC auf dem neunten Platz nur knapp den Einzug in die Finalrunde. Dieser gelang in der Finalización und der Folgesaison 2020, allerdings schied Bogotá in der anschließenden Gruppenphase als Tabellendritter- bzw. vierter aus.

## Stadion
Bogotá FC absolviert derzeit seine Heimspiele im Estadio Metropolitano de Techo im Süden Bogotás. Das Stadion hat eine Kapazität von etwa 10.000 Plätzen. Vorher spielte der Verein im Estadio Alfonso López Pumarejo, dem Stadion der Universidad Nacional de Colombia. Von 2004 bis 2006 war das Heimstadion des Vereins das Estadio Luis Carlos Galán Sarmiento in Soacha. Zudem trug der Verein in der Hinserie 2006 seine Heimspiele im Estadio 28 de Noviembre in Sibaté aus.

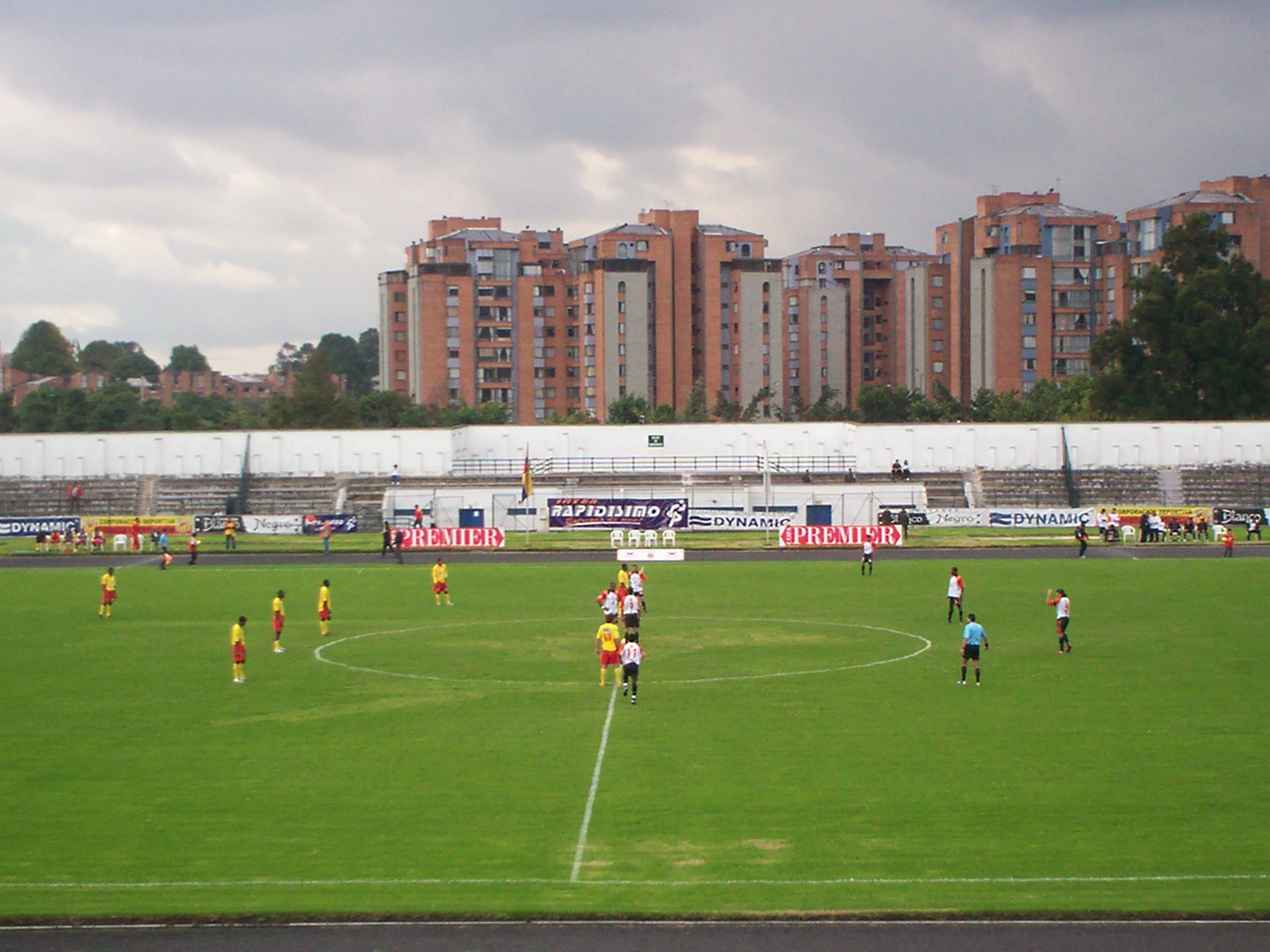
Spiel zwischen Bogotá FC und Academia FC im Stadion der Universidad Nacional
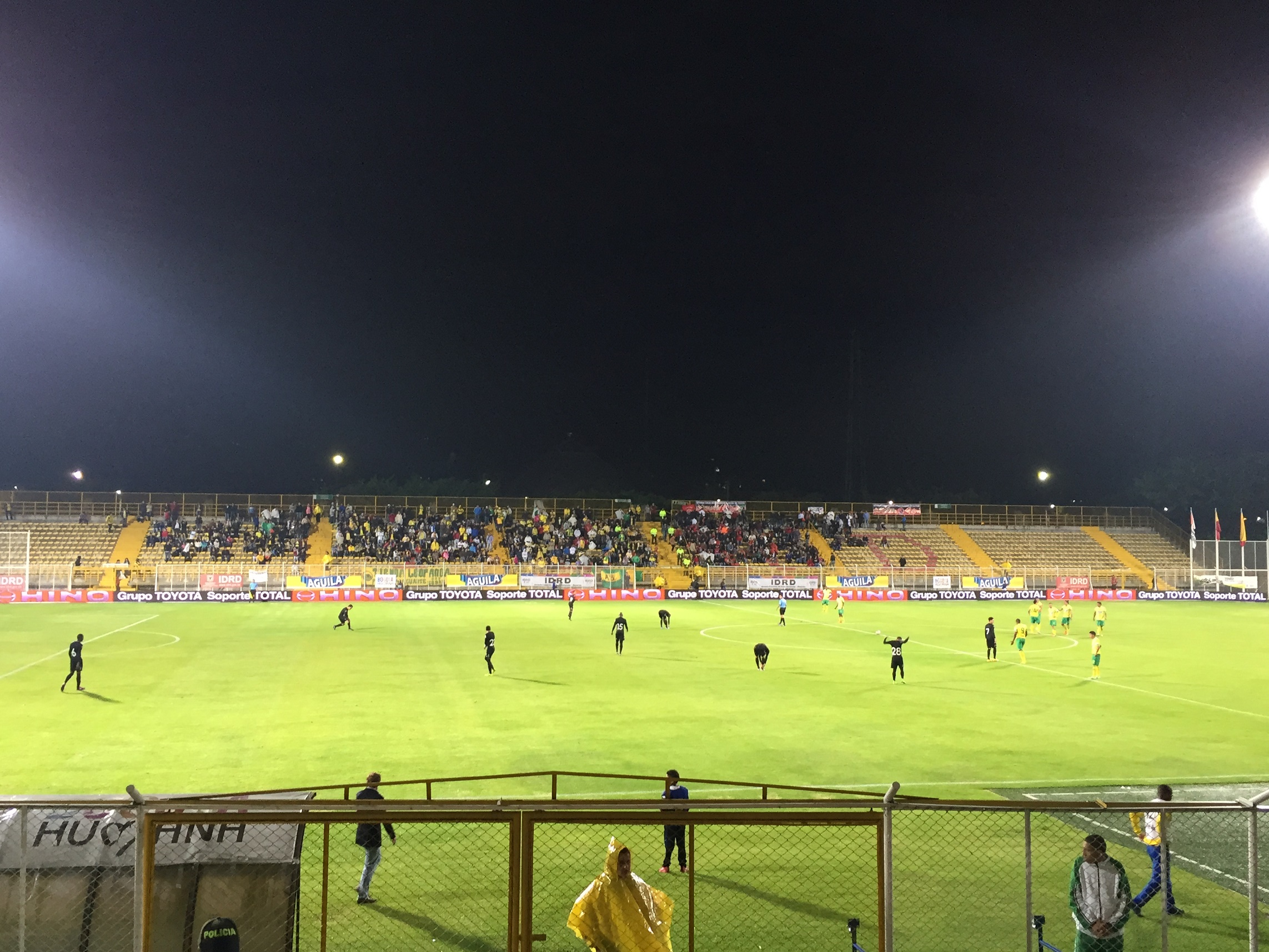
Estadio Metropolitano de Techo

## Sportlicher Verlauf
| Saisondaten seit 2004 | Saisondaten seit 2004 | Saisondaten seit 2004 | Saisondaten seit 2004 |
| Spielzeit             | Liga                  | Platz                 | Finalrunde            |
| --------------------- | --------------------- | --------------------- | --------------------- |
| 2004                  | Copa Premier          | 15.                   | -                     |
| 2005                  | Copa Premier          | 12.                   | -                     |
| 2006-I                | Copa Premier          | 8. Gruppe B           | -                     |
| 2006-II               | Copa Premier          | 8. Gruppe A           | -                     |
| 2007-I                | Copa Premier          | 1. Gruppe B           | 4. Gruppe B           |
| 2007-II               | Copa Premier          | 1. Gruppe A           | 2. Gruppe A           |
| 2008-I                | Copa Premier          | 1. Gruppe B           | 2. Gruppe B           |
| 2008-II               | Copa Premier          | 5. Gruppe B           | -                     |
| 2009-I                | Copa Premier          | 5. Gruppe B           | -                     |
| 2009-II               | Copa Premier          | 3. Gruppe A           | 2. Gruppe A           |
| 2010                  | Torneo Postobón       | 6.                    | 2. Gruppe B           |
| 2011-I                | Torneo Postobón       | 11.                   | -                     |
| 2011-II               | Torneo Postobón       | 4.                    | Viertelfinale         |
| 2012-I                | Torneo Postobón       | 12.                   | -                     |
| 2012-II               | Torneo Postobón       | 11.                   | -                     |
| 2013-I                | Torneo Postobón       | 3.                    | 4. Gruppe B           |
| 2013-II               | Torneo Postobón       | 14.                   | -                     |
| 2014-I                | Torneo Postobón       | 15.                   | -                     |
| 2014-II               | Torneo Postobón       | 17.                   | -                     |
| 2015                  | Torneo Águila         | 11.                   | -                     |
| 2016                  | Torneo Águila         | 8.                    | 4. Gruppe A           |
| 2017-I                | Torneo Águila         | 14.                   | -                     |
| 2017-II               | Torneo Águila         | 13.                   | -                     |
| 2018                  | Torneo Águila         | 13.                   | -                     |
| 2019-I                | Torneo Águila         | 9.                    | -                     |
| 2019-II               | Torneo Águila         | 3.                    | 4. Gruppe B           |
| 2020                  | Torneo BetPlay        | 4.                    | 3. Gruppe A           |
| 2021-I                | Torneo BetPlay        | 14.                   | -                     |
| 2021-II               | Torneo BetPlay        | 2.                    | 4. Gruppe B           |
| 2022-I                | Torneo BetPlay        | 8.                    | 3. Gruppe B           |

## Trainerhistorie
| - Jairo Patiño (2018–) - Mauricio Roa (2017–2018) - Ernesto José Pacheco (2017) - Néstor Rodríguez (2016–2017) - Hernán Pacheco (2014–2015) - Germán Morales (2013–2014) | - Oswaldo Durán (2013) - Néstor Rodríguez (2012–2013) - Hernán Pacheco (2012) - Albeiro García (2011–2012) - Fernando Velasco (2010) - Oswaldo Durán (2008–2010) | - Álvaro Zuluaga (2008) - Hermes René Herrera (2007) - William Libreros (2007) - Juan Carlos Grueso (2005–2006) - Alberto Gamero (2004) |